# Dinnetherium nezorum
Il dinneterio (Dinnetherium nezorum) è un mammaliaforme estinto, forse appartenente ai morganucodonti. Visse nel Giurassico inferiore (Sinemuriano, circa 195 - 190 milioni di anni fa) e i suoi resti fossili sono stati ritrovati in Nordamerica.

## Descrizione
Questo animale è noto solo per resti di denti e mandibole, ed è quindi impossibile ricostruirne fedelmente l'aspetto. In ogni caso, i fossili rinvenuti sono molto simili a quelli dei meglio conosciuti Morganucodon e Megazostrodon: come questi, Dinnetherium doveva essere un piccolo animale simile a un toporagno, della lunghezza di circa 10 - 15 centimetri. Dinnetherium era caratterizzato da denti molariformi dotati di tre cuspidi primarie allineate in senso antero-posteriore. La cuspide centrale era più alta di quella di Kuehneotherium. Dinnetherium era inoltre caratterizzato da un osso dentale dotato di una estensione ventrolaterale a forma di flangia sul margine laterale; era inoltre presente un processo pseudangulare, al contrario di quanto avveniva in Triconodon e in Amphilestes.

## Classificazione
Dinnetherium nezorum venne descritto per la prima volta nel 1983, sulla base di una mandibola destra con denti, rinvenuta nella formazione Kayenta in Arizona, nella Contea di Coconino. Inizialmente attribuito con qualche incertezza all'ordine dei Triconodonta, Dinnetherium venne poi incluso nella famiglia Morganucodontidae. Successivi studi hanno invece ritenuto le sue caratteristiche sufficienti per includerlo in un ordine a sé stante (Dinnetheria), le cui relazioni con gli altri mammaliaformi mesozoici non sono ben chiare (Averianov e Lopatin, 2011).